# Гунналанд
Гунналанд (др.-сканд. Húnaland) — страна, которая описывается в скандинавских сагах, локализация которой не ясна. Некоторые исследователи локализуют её в Центральной (Венгрия, Германия или Чехия) или Восточной Европе (Украина) и ассоциируют с гуннами. В Саге о Хервёр говорится, что Гунналанд граничит с Рейдготаланд — землёй готов, а на границе этих двух стран располагался волшебный лес Мирквид, при этом Гунналанд отличен как от Гардарики, так и от Саксонии.
Исходя из того, что из Балтийского моря путь в Гардарику лежал по Западной Двине и далее по Днепру, а Саксонию по реке Рейн, исследователи[кто?] полагают, что путь в Гунналанд лежал либо по реке Висла, либо по реке Неман. Однако в Саге о Тидреке столицей Гунналанда назван город Вальтербург (Valterborg), который отождествляют либо с чешским Велеградом (Моравия), либо с германским Зостом. Южной границей Гунналанда названа река Дунай.
В одной из саг говорится о конунге Вальдемаре, выходце из Хольмгарда, который во времена Аттилы разграбил Гунналанд. Другими исследователями Гунналанд ассоциируется с Аварским каганатом. Существует версия, согласно которой Гунналанд лежал на берегах Северного моря, в месте обитания фризов, а в Саге о Тидреке сказано, что Аттила был уроженцем Фрисландии или жителем побережья Балтийского моря на участке пограничья с готами, ведущими экспансию со стороны Вислы. Такая территория была в устье Немана (Рус). Следовательно, Аттила жил в городе где-то в низовьях Немана и во главе ятьвягов противостоял вторжению готов на Неман. Автор «Слова о полку Игореве» называет ятьвягов «хинове» или же гунны (см. деремела). Среди послов Киевской Руси в Византию под 944 годом называется посол — «Ятвяг Гунарев» — рода ятвяжского, из племени гуннов, или Гунноланда .
Цари Гунналанда:
- Гумли
- Мелиас
- Аттила